# Зокулахора
Зокулахора или Со́кольца (нем. Soculahora; Фалькенберг (Falkenberg, 1937—1949); в.-луж. Sokolcaо файле) — деревня в Верхней Лужице, Германия. Входит в состав коммуны Кубшюц района Баутцен в земле Саксония. Подчиняется административному округу Дрезден.

## География
Располагается примерно в четырёх километрах юго-восточнее Баутцена и примерно в четырёх километрах юго-западнее административного центра коммуны Кубшюца.
Соседние населённые пункты: на севере — деревня Вучицы (входит в городские границы Баутцена), на северо-востоке — деревня Рабоцы, на востоке — деревни Тороньца и Зрешин, на юго-западе — деревня Ясеньца, на юге — деревня Грубочицы, на западе — деревня Горня-Кина (входит в городские границы Баутцена) и на северо-западе — город Штрела.

## История
Впервые упоминается в 1366 году под наименованием своего владельца Heinczillinus de Valkinberg.
С 1937 по 1973 года деревня была административным центром одноимённой коммуны, с 1973 по 1994 года — входила в коммуну Енквиц. С 1994 года входит в современную коммуну Кубшюц.
В настоящее время деревня входит в состав культурно-территориальной автономии «Лужицкая поселенческая область», на территории которой действуют законодательные акты земель Саксонии и Бранденбурга, содействующие сохранению лужицких языков и культуры лужичан.
Исторические немецкие наименования.
- Heinczillinus de Valkinberg, 1366
- Valkenbergk, 1419
- Falkinberge, 1456
- Falkenberg, 1505
- Socklo Horcka, 1574
- Socolo Horkaw, 1576
- Sokolhore, 1578
- Soculahora, 1772
- Soculahora (Falkenberg), 1875
- Falkenberg, 1937—1949

## Население
Официальным языком в населённом пункте, помимо немецкого, является также верхнелужицкий язык.
Согласно статистическому сочинению «Dodawki k statisticy a etnografiji łužickich Serbow» Арношта Муки в 1884 году в деревне проживало 89 человек (из них — 80 серболужичан (90 %)).
| 1834 | 1871 | 1890 |
| ---- | ---- | ---- |
| 58   | 70   | 100  |